# Национальная библиотека Малайзии

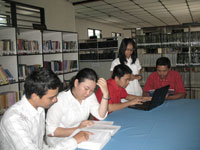
Национальная библиотека Малайзии

Национальная библиотека Малайзии (малайск. Perpustakaan Negara Malaysia) — центральная библиотека Малайзии. Основана в 1956 в Куала-Лумпуре. 
Координирует и контролирует работу других библиотек, издает справочно-библиографические указатели, ведет сводный общенациональный каталог книг. Получает обязательный экземпляр всех публикаций издательств страны. Имеется Центр малайских манускриптов. 
В фонде более 1,4 млн. тт., в том числе 2469 древних малайских рукописей. 
Новое здание, построенное в 1994 по проекту архитекторов Икмала Хашима Албакри и Виктора Чю, имеет форму малайской шапочки (малайск. tengkolok).